# Szabó Zsolt (labdarúgó, 1972)
Szabó Zsolt (Szabó II. Zsolt, Körmend, 1972. augusztus 3. –) labdarúgó, középpályás.

## Pályafutása

### Klubcsapatban
Szabó Zsolt 1991 és 2000 között a Zalaegerszegi TE labdarúgója volt; a Szabó II. Zsolt nevet a szintén a zalai klubnál futballozó Szabó I. Zsolttól való megkülönböztetés végett kapta. Szabó a ZTE színeiben a magyar élvonalban 192 bajnoki mérkőzésen 24 gólt szerzett. 2000 és 2002 között a szintén élvonalbeli Debreceni VSC csapatában futballozott, a klubbal 2001-ben magyar kupagyőztes lett. 2002-ben előbb a Nyíregyháza Spartacus, majd 2003 és 2004 között a másodosztályú Hévíz SK csapatában futballozott. Pályafutása végén futballozott még Ausztriában, illetve Magyarországon az Andráshida csapatában is.

## Sikerei, díjai
Debreceni VSC:
- Magyar kupa
  - győztes: 2001